# Vườn quốc gia Quần đảo Maddalena
Vườn quốc gia Quần đảo Maddalena là một vườn quốc gia nằm trên khu vực ven biển Sardegna, Ý. Được thành lập vào năm 1994, nó bảo vệ khu vực tự nhiên của 180 km đường bờ biển với tổng diện tích của đất và mặt biển là 12.000 hecta. Trong khu vực vườn quốc gia có tất cả các hòn đảo nhỏ của La Maddalena, thuộc tỉnh Sassari. Lãnh thổ của vườn quốc gia cũng sẽ là một phần quan trọng của dự án thành lập công viên biển quốc tế Bocche di Bonifacio trong tương lai.